# Whispers (brano musicale)
Whispers è un brano composto e interpretato dall'artista britannico Elton John; il testo è di Bernie Taupin.

## Il brano
Proveniente dall'album del 1989 Sleeping with the Past, si presenta come una traccia di chiaro stampo pop, con largo uso di tastiere. Elton John le suona come in tutto il resto dell'LP, ed è accompagnato da Romeo Williams al basso, da Jonathan Moffett alla batteria e da Davey Johnstone alla chitarra. Fred Mandel e Guy Babylon si occupano inoltre di altre tastiere. Degno di menzione risulta essere il finale strumentale del brano; il testo di Bernie significa letteralmente Sussurri.
Whispers fu pubblicata come singolo in alcuni Paesi dell'Europa continentale come Paesi Bassi e Francia (in quest'ultima nazione essa conseguì una #11).

## Formazione
- Elton John: voce, tastiere
- Romeo Williams: basso
- Jonathan Moffett: batteria
- Davey Johnstone: chitarra
- Fred Mandel: tastiere
- Guy Babylon: tastiere